# Min bror och jag
"Min bror och jag" är en svensk singelskiva med Pontus & Amerikanerna, utgiven 1990. Låten låg på Trackslistan i fem veckor mellan 19 maj-16 juni 1990.

## Övrigt
På Sveagatan i Göteborg låg mellan åren 2003 och 2018 en restaurang med samma namn. Det finns även en frisersalong i Göteborg som heter Min bror och jag.